# Haloferax volcanii
Haloferax volcanii ist eine Art der Gattung Haloferax, die zu den Archaeen (Archaea) gehört.

## Beschreibung
Der Mikrobiologe Benjamin Elazari Volcani entdeckte in den 1930er Jahren Haloferax volcanii erstmals, einen extremophilen Organismus, der nach ihm benannt wurde.
H. volcanii ist ein halophiles mesophiles Archaeon, das aus hypersalinen Umgebungen wie dem Toten Meer, dem Großen Salzsee und ozeanischen Umgebungen mit hohen Natriumchlorid-Konzentrationen isoliert werden kann.
Haloferax volcanii ist bemerkenswert, weil es ohne große Schwierigkeiten kultiviert werden kann, was bei einem Extremophilen selten ist.
H. volcanii ist chemoorganotroph und metabolisiert Zucker als Kohlenstoffquelle.
Es ist primär aerob, kann aber unter anoxischen Bedingungen anaerobe Atmung durchführen.

## Zellstruktur und Metabolismus
Die Reproduktion unter H. volcanii erfolgt asexuell durch binäre Spaltung.
Diese Praxis ist bei anderen Archaeen und auch bei Bakterien ähnlich.
H. volcanii-Zellen haben keine Zellwand und benutzen daher, wie viele Archaeen, ihre äußere S-Schicht als Struktur.
Ein einzelnes H. volcanii-Archaeon, also eine Zelle, kann von 1–3 Mikrometer Durchmesser variieren.
Sie sind typischerweise pleiomorph, so dass sie auch in anderen Formen, einschließlich coccoid, zu sehen sind.

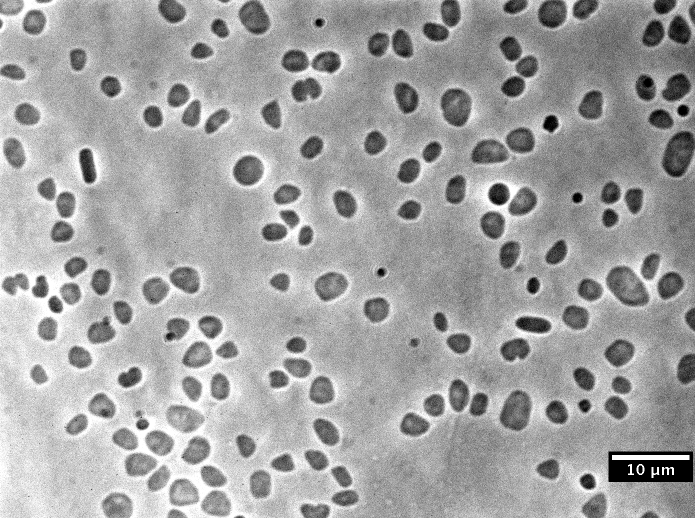
Haloferax volcanii wurde unter Laborbedingungen gezüchtet und mit einem Phasenkontrastmikroskop abgebildet. Die Zellen wurden auf einem Agar-Pad befestigt.

Die Membranen dieses Organismus bestehen aus den typischen Äther-gebundenen Membranlipiden, die nur in Archaea vorkommen und enthalten auch einen hohen Anteil an Carotinoiden einschließlich Lycopin, was ihnen ihre charakteristische rote Farbe verleiht.
H. volcanii nutzt eine Methode um die Osmostase aufrechtzuerhalten, bei der Salz verwendet wird und weniger die entsprechende, typische Methode, die bei Bakterien beobachtet wird.
Bei dieser Methode wird ein hoher Grad an Kaliumionen in der Zelle aufrechterhalten, um die Natriumionen im Freien auszugleichen.
Aus diesem Grund hat H. volcanii ein komplexes Ionenregulationssystem und ist chemoautotroph. 
H. volcanii wächst optimal bei 42 °C mit einer NaCl-Konzentration von 1,5–2,5 M in komplexem Nährmedium; Es wächst auch bei 37 °C, erfordert aber immer noch das konzentrierte NaCl und das komplexe Medium.
Aufgrund des Salzes bei dieser Methode sind zytoplasmatische Proteine so strukturiert, dass sie in Gegenwart hoher ionischer Konzentrationen richtig gefaltet werden.
Dafür haben sie typischerweise eine große Anzahl von geladenen Resten auf dem äußeren Abschnitt des Proteins und sehr hydrophobe Reste, die einen Kern bilden.
Diese Struktur erhöht ihre Stabilität in Kochsalzlösung und sogar in Umgebungen mit hoher Temperatur beträchtlich, führt jedoch im Vergleich zu bakteriellen Homologen zu einem gewissen Verlust der Prozessivität.
Die einzige ATP-Quelle für H. volcanii ist die Atmung. Es ist im Gegensatz zu anderen Halobacteriacae, wie z. B. Halobacterium salinarum, nicht in der Lage, Photophosphorylierung zu betreiben, da das dafür erforderliche Bakteriorhodopsin fehlt.

## Ökologie
Isolate von H. volcanii werden häufig in salzreichen Gewässern wie dem Toten Meer gefunden.
Ihre genaue Rolle im Ökosystem ist ungewiss, aber die in diesen Organismen enthaltenen Kohlenhydrate dienen möglicherweise vielen praktischen Zwecken.
Wegen ihrer Fähigkeit, die Homöostase trotz des Salzes um sie herum aufrechtzuerhalten, könnte H. volcanii wichtig für den biotechnologischen Fortschritt werden.
H. volcanii und vergleichbare Arten liefern zudem interessante Informationen über Genetik und Evolution, da sie sich in wesentlichen Punkten von vielen anderen Organismen unterscheiden. Das betrifft z. B. die Art und den Umfang der Replikation und Rekombination.

### Totes Meer
Das Tote Meer enthält eine sehr hohe Konzentration an Natrium-, Magnesium- und Calciumsalzen.
Diese Kombination macht das Meer zu einer idealen Umgebung für Extremophile, wie H. volcanii.
Das Tote Meer hat eine vielfältige Gemeinschaft von Mikroorganismen, wobei die im Feld durchgeführten Tests von Kaplan und Friedman zeigten, dass H. volcanii die größte numerische Präsenz innerhalb der Gemeinschaft hatte.
Es ist üblich, dass während des Sommers höhere Zahlen des Halophilen auftreten, da das Tote Meer viel wärmer ist, durchschnittlich 37 °C und somit für bakterielle Blüten besser geeignet ist.
Das Tote Meer dürfte selbst für die Extremophilen, die dort leben, weniger gastfreundlich werden, da die Salinität steigt. Das wird sowohl natürlichen Faktoren als auch menschlichen Aktivitäten zugeschrieben und betrifft auch die Spezies Haloferax volcanii, für die eine Veränderung des Salzgehaltes in ihrer vorherrschenden Umgebung ein Risiko ist.

## Genomstruktur
Das Genom von H. volcanii besteht aus einem großen (4 Mbp), multiskopischen Chromosom und mehreren Megaplasmiden.
Das vollständige Genom, DS2, von H. volcanii besteht aus etwa 4130 Genen.
Das Genom wurde vollständig sequenziert und 2010 wurde dazu ein Artikel darüber veröffentlicht.
Die Molekularbiologie von H. volcanii wurde im letzten Jahrzehnt intensiv untersucht, um mehr über DNA-Replikation, DNA-Reparatur und RNA-Synthese zu erfahren. Die Archaea-Proteine, die bei diesen Prozessen verwendet werden, sind den eukaryotischen Proteinen extrem ähnlich und werden daher bevorzugt als Modellsystem für diese Organismen untersucht.
H. volcanii unterliegt einem Mechanismus der "Paarung" und Zellfusion, der zu einem umfassenden horizontalen Gentransfer führt.

## DNA-Schäden und Reparatur
In Prokaryoten ist das DNA-Genom in einer dynamischen Struktur organisiert, dem Nukleoid, in dem das im Zytoplasma eingebettet ist.
Die Exposition von Haloferax volcanii gegenüber Spannungen, die die DNA schädigen, führt zur Verdichtung und Reorganisation des Nukleoids.
Die Kompaktierung hängt vom Mre11-Rad50-Proteinkomplex ab, der bei der homologen Rekombinationsreparatur von DNA-Doppelstrangbrüchen eingesetzt wird.
Delmas u. a.
schlugen vor, dass die Nukleoidverdichtung Teil einer DNA-Schadensreaktion sein könnte, die die Zellheilung beschleunigt, indem sie DNA-Reparaturproteine beim Lokalisieren von Zielen unterstützt und die Suche nach intakten DNA-Sequenzen während der homologen Rekombination erleichtert.

## Genetischer Austausch
H. volcanii-Zellen können einen paarweisen genetischen Austausch durchlaufen, der eine Zellfusion beinhaltet, die zu einer heterodiploiden Zelle führt (die zwei verschiedene Chromosomen in einer Zelle enthält).
Zellen einer verwandten Art, Haloferax mediterranei, können ebenfalls einen genetischen Austausch miteinander eingehen.
H. volcanii weist eine durchschnittliche Übereinstimmung der Nucleotidsequenz mit H. mediterranei von 86,6 % auf.
Bei einer verringerten Häufigkeit können Zellen dieser zwei Spezies auch interagieren, um einen genetischen Austausch zu erfahren.
Während dieses Prozesses wird eine diploide Zelle gebildet, die das gesamte genetische Repertoire beider parentalen Zellen enthält, und die genetische Rekombination wird erleichtert.
Anschließend trennen sich die Zellen, wodurch rekombinante Zellen entstehen.

## Astrobiologie
Die Bedingungen, unter denen Haloferax volcanii überlebt, hoher Salzgehalt und hohe Strahlung, sind den Bedingungen auf der Marsoberfläche sehr ähnlich. 
Folglich wird der Organismus derzeit verwendet, um die Überlebensfähigkeit von erdgeborenen Extremophilen auf dem Mars zu testen.
Fortschritte auf diesem Gebiet könnten zu einem besseren Verständnis der Möglichkeiten und der Zeitlinie außerirdischen Lebens führen.

## Weiterführende Literatur
- M. Cerletti, M. J. Martínez, M. I. Giménez, D. E. Sastre, R. A. Paggi, R. E. De Castro: The LonB protease controls membrane lipids composition and is essential for viability in the extremophilic haloarchaeon Haloferax volcani. In: Environmental microbiology. Band 16, Nummer 6, Juni 2014, S. 1779–1792, doi:10.1111/1462-2920.12385, PMID 24428705.
- S. Chimileski, M. J. Franklin, R. T. Papke: Biofilms formed by the archaeon Haloferax volcanii exhibit cellular differentiation and social motility, and facilitate horizontal gene transfer. In: BMC Biology. Band 12, 2014, doi:10.1186/s12915-014-0065-5.
- N. E. Gibbons: Family V. Halobacteriaceae fam. nov. In Bergey's Manual of Determinative Bacteriology. Hrsg.: R. E. Buchanan & N. E. Gibbons. 8. Auflage. The Williams & Wilkins Co, Baltimore 1974, ISBN 0-683-01117-0.
- A. Oren, A. Ventosa: International Committee on Systematic Bacteriology Subcommittee on the taxonomy of Halobacteriaceae. Minutes of the meetings, 16 August 1999, Sydney, Australia. In: International journal of systematic and evolutionary microbiology. Band 50 Pt 3, Mai 2000, S. 1405–1407, doi:10.1099/00207713-50-3-1405, PMID 10843089.
- J. Parente, A. Casabuono, M. C. Ferrari, R. A. Paggi, R. E. De Castro, A. S. Couto, M. I. Giménez: A rhomboid protease gene deletion affects a novel oligosaccharide N-linked to the S-layer glycoprotein of Haloferax volcanii. In: Journal of Biological Chemistry. Band 289, Nummer 16, April 2014, S. 11304–11317, doi:10.1074/jbc.M113.546531, PMID 24596091, PMC 4036268 (freier Volltext).
- M. Torreblanca, F. Rodriguez-Valera, G. Juez, A. Ventosa, M. Kamekura, M. Kates: Classification of Non-alkaliphilic Halobacteria Based on Numerical Taxonomy and Polar Lipid Composition, and Description of Haloarcula gen. nov. and Haloferax gen. nov.. In: Systematic and Applied Microbiology. 8, 1986, S. 89, doi:10.1016/s0723-2020(86)80155-2.